# Thérèse Obrecht
 (décembre 2021).
Pour les articles homonymes, voir Obrecht.
Thérèse Obrecht, née en 1944 est une historienne, journaliste suisse spécialiste des pays de l'Est. C'est une ancienne championne de ski alpin.
Sa sœur Heidi est aussi championne de ski.

## Carrière
- 1960-1966 ski de compétition et études de russe
- 1991-1996 Correspondante de la télévision suisse romande à Moscou.

## Livres
- Russie, la loi du pouvoir, Éditions Autrement, 2006
- Daniel Künzi et Thérèse Obrecht, « Requiem pour une violoniste », dans Geneviève Piron (dir.), Goulag. Le peuple des zeks, Genève, Musée d’ethnographie de Genève, Ville de Genève - Département des affaires culturelles, 2004, p. 143-145.